# Ektropium
Unter Ektropium versteht man eine erworbene Fehlstellung des Augenlides mit einer Auswärtsdrehung. Meistens handelt es sich hierbei um das Unterlid.

## Ursachen
Ursache der Auswärtskehrung des Lids kann die verminderte Spannung des ringförmigen Augenschließmuskels sein, welche zu einem Auswärtsrollen des Lides führt. Dies tritt oft bei älteren Menschen auf. Es wird dann von einem Ectropium senile oder einem Ectropium atonicum gesprochen. Begünstigt wird dieses durch Entzündungen des Lidrandes und der Bindehaut oder durch vermehrte Wischbewegungen bei tränenden Augen.
Ebenfalls kann eine Lähmung des Augenschließmuskels aufgrund einer Fazialislähmung als Ursache infrage kommen. Das Ektropium wird dann Ectropium paralyticum genannt. Nach Verletzungen kann es auch durch Vernarbung der Lidhaut und Schrumpfung der Narben zu einer Auswärtskehrung des Lides kommen, was als Narbenektropium oder Ectropium cicatriceum bezeichnet wird.
Ein Ektropium kann auch im Rahmen von Syndromen, angeborenen Erkrankungen, auftreten wie zum Beispiel dem Elschnig-Syndrom oder dem Barber-Say-Syndrom. Selten tritt ein Ektropium im Rahmen einer Dystonie auf, siehe auch Meige-Syndrom.

## Symptome
Aufgrund der Fehlstellung des Lides kommt es zum Tränenträufeln: Tränen träufeln über den Lidrand und eventuell über die Wangen entlang, da sie über den physiologischen Weg durch das Tränenpünktchen in den Nasen-Rachen-Raum nicht ablaufen können, da das Tränenpünktchen wegen des Ektropiums nicht mehr dem Augapfel aufliegt. Die Betroffenen neigen dazu, vermehrt ihre Tränen aus den Augen zu wischen, was die Fehlstellung höchstens noch verstärkt.
Da das Augenlid das Auge nicht mehr komplett schützen kann, trocknet vor allem die Bindehaut aus, woraufhin es zur Bindehautentzündung mit vor allem geröteten Augen kommen kann.

## Diagnostik
Da die Lidfehlstellung auffallend sichtbar ist, reicht in der Regel eine Blickdiagnostik aus. Eventuell wird der Arzt noch eine Untersuchung mit der Spaltlampe durchführen, um die Ausprägung einer Bindehautentzündung einschätzen zu können.
Eine Dystonie lässt sich durch eine Elektromyographie nachweisen.

## Therapie
Das Ektropium wird operativ therapiert. Ist das Unterlid betroffen, wird oft die Lidkante mit einbezogen. Die Prognose ist bei baldiger Operation gut, meist sind jedoch mehrere Eingriffe erforderlich, um eine zu starke oder zu schwache Korrektur der Stellung des Augenlids zu vermeiden.
Nur bei Nachweis einer Dystonie kann eine Behandlung mit Botulinumtoxin sinnvoll sein. Sonst kann ein Ektropium bei Behandlung des Blepharospasmus sogar als unerwünschte Arzneiwirkung auftreten.